# Anguilla (Mississippi)
Anguilla è una città (town) degli Stati Uniti d'America, situata nella contea di Sharkey, nello Stato del Mississippi.